# Bahnhof Bickenbach (Bergstr)
Der Bahnhof Bickenbach (Bergstr) (bis 1932 Bahnhof Bickenbach (Hess)) ist der einzige Bahnhof in der Gemeinde Bickenbach in Hessen. Er befindet sich im Tarifgebiet des RMV.

## Geschichte

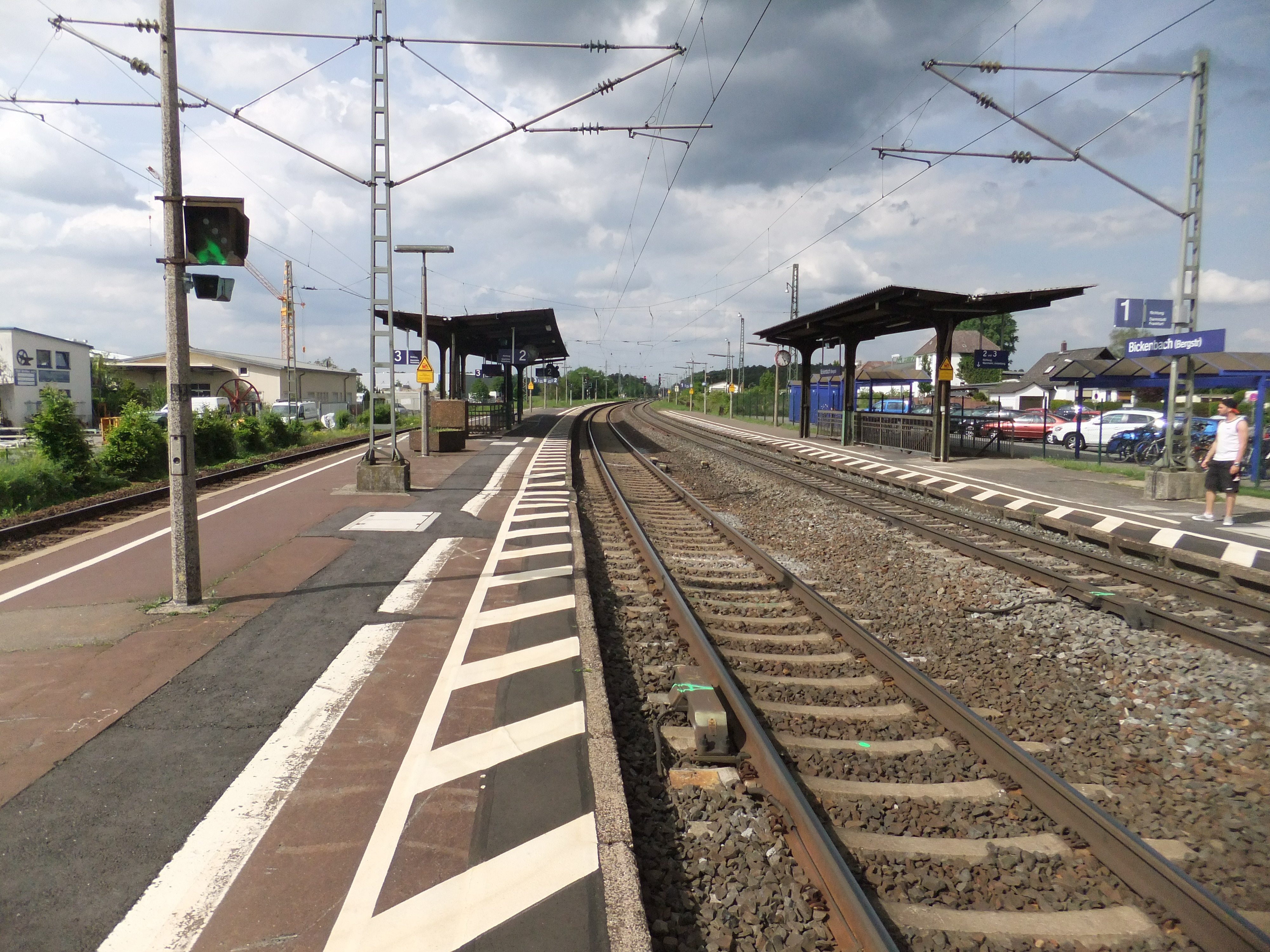
Die Bahnsteiganlagen des Bahnhofs (2012, vor der Bahnsteigerneuerung)

1846 wurde die Bahnstrecke Frankfurt am Main–Heidelberg, eröffnet. Obwohl anfangs nur wenige Halte geplant waren, wurde bereits im Jahr 1848 ein Bahnhof für den damals nur etwa 950 Einwohner zählenden Ort errichtet. Der Entwurf des Bahnhofs soll vom Darmstädter Stadtbaumeister Georg Moller stammen.
Im Dezember 1894 wurde mit dem Bau einer Zweigstrecke von Bickenbach in die benachbarte Gemeinde Seeheim-Jugenheim begonnen. Im Juli 1895 war die Bahnstrecke Bickenbach–Seeheim fertiggestellt und konnte am 6. Juli 1895 eröffnet werden.
Zum 22. Mai 1932 – zum Beginn des Sommerfahrplans – wurde der Bahnhof von Bickenbach (Hess) in Bickenbach (Bergstr) umbenannt.
Im Zweiten Weltkrieg war der Bahnhof mehrfach Ziel von Luftangriffen.
Am 31. Dezember 1955 wurde der Personenverkehr auf der Bahnstrecke Bickenbach–Seeheim eingestellt. Der Güterverkehr folgte zum Juli 1960. Im März 1961 wurde die Strecke schließlich abgebaut.
Das Bahnhofsgebäude befindet sich nicht mehr im Besitz der Bahn AG oder deren Tochtergesellschaften.
Bei der Modernisierung 2016/2017 wurde der Mittelbahnsteig an den Gleisen 2 und 3 abgerissen und durch einen neuem Außenbahnsteig an Gleis 3 ersetzt. Damit dient das mittlere der drei Gleise nur noch dem Durchgangsverkehr. Der Hausbahnsteig wurde ebenfalls abgerissen und einige Meter weiter nördlich neu errichtet. Heute haben beide Bahnsteige eine Länge von 210 Meter und eine Höhe von 76 Zentimeter.

## Infrastruktur

### Gleisanlagen
Der Bahnhof ist seit dem Jahr 2017 barrierefrei ausgebaut. Er besitzt zwei Bahnsteiggleise mit jeweils einem Außenbahnsteig. Die Bahnsteige sind über eine Fußgängerunterführung südlich des Bahnhofs miteinander verbunden. 
Gleis 1 dient dem Regionalverkehr in Richtung Frankfurt sowie als Durchgangsgleis für den Fern- und Güterverkehr.
Gleis 2 besitzt heute keinen Bahnsteig mehr und dient dem Fern- und Güterverkehr als Durchgangsgleis.
Gleis 3 dient dem Regionalverkehr in Richtung Mannheim/Heidelberg.
Die durchgehenden Hauptgleise sind im Bahnhofsbereich weitgehend mit 150 km/h befahrbar, ein Geschwindigkeitseinbruch gegenüber den beidseitig anschließend zulässigen 160 km/h. Das Gleis 3 kann mit 60 km/h befahren werden.

### Bahnhofsvorplatz
Auf dem Bahnhofsvorplatz befindet sich neben einem Park+Ride-Parkplatz eine Bushaltestelle, von der aus Verbindungen in die umliegenden Orte bestehen.

## Verkehr

### Bahnverkehr
Im Bickenbacher Bahnhof halten neben den Regionalbahnen der RMV-Linien RB 67 und RB 68 auch die Regionalexpress-Züge der Linie RE 60. Werktags werden im Berufsverkehr einige zusätzliche Fahrten angeboten. Die Züge der Linien RB 67 und 68 fahren zwischen Frankfurt und Neu-Edingen/Friedrichsfeld als gemeinsamer Zug.
| Linie | Verlauf | Takt       |
| ----- | --- | ---------- |
| RE 60 | Main-Neckar-Bahn: Frankfurt (Main) Hbf – Langen (Hess) – Darmstadt Hbf – Bickenbach (Bergstr) – Zwingenberg (Bergstr) – Bensheim – Heppenheim (Bergstr) – Hemsbach – Weinheim Hbf – Ladenburg – Neu-Edingen/Friedrichsfeld – Mannheim Hbf Stand: Fahrplanwechsel Dezember 2021 | 60/120 min |
| RB 67 | Main-Neckar-Bahn: Frankfurt (Main) Hbf – Langen (Hess) – Darmstadt Hbf – Darmstadt Süd – Darmstadt-Eberstadt – Bickenbach (Bergstr) – Hähnlein-Alsbach – Zwingenberg (Bergstr) – Bensheim-Auerbach – Bensheim – Heppenheim (Bergstr) – Laudenbach (Bergstr) – Hemsbach – Weinheim (Bergstr) Hbf – Weinheim-Lützelsachsen – Heddesheim/Hirschberg – Ladenburg – Neu-Edingen/Friedrichsfeld – (Mannheim-Seckenheim – Mannheim ARENA/Maimarkt – Mannheim Hbf) (einzelne Züge in Tagesrandlage) / Schwetzingen (– Hockenheim) (HVZ) Flügelung in Neu-Edingen/Friedrichsfeld. Zugteil nach Heidelberg als RB 68. Stand: Fahrplanwechsel Dezember 2021                     | 60 min     |
| RB 68 | Main-Neckar-Bahn: Frankfurt (Main) Hbf – Langen (Hess) – Darmstadt Hbf – Darmstadt Süd – Darmstadt-Eberstadt – Bickenbach (Bergstr) – Hähnlein-Alsbach – Zwingenberg (Bergstr) – Bensheim-Auerbach – Bensheim – Heppenheim (Bergstr) – Laudenbach (Bergstr) – Hemsbach – Weinheim (Bergstr) Hbf – Weinheim-Lützelsachsen – Heddesheim/Hirschberg – Ladenburg – Neu-Edingen/Friedrichsfeld – Heidelberg-Pfaffengrund/Wieblingen – Heidelberg Hbf (– Heidelberg-Kirchheim/Rohrbach – St Ilgen-Sandhausen – Wiesloch-Walldorf) (wochentags) Flügelung in Neu-Edingen/Friedrichsfeld. Zugteil nach Schwetzingen/Mannheim als RB 67. Stand: Fahrplanwechsel Dezember 2021 | 60 min     |

### Busverkehr
Seit dem Fahrplanwechsel am 14. Dezember 2014 wird der Bickenbacher Bahnhof planmäßig von zwei Buslinien der DADINA bedient:
| Linie | Linienverlauf                                       |
| ----- | --------------------------------------------------- |
| BE1   | Bahnhof Bickenbach – Seeheim – Eberstadt Wartehalle |
| BE2   | Bahnhof Bickenbach – Alsbach – Hähnlein Neue Schule |

## Zukunft
Im Zuge des Rhein-Neckar-Taktes 2020 wird mittelfristig die Verlängerung der bis Bensheim geplanten neuen Linie der S-Bahn RheinNeckar nach Darmstadt Hauptbahnhof angestrebt. Jedoch ist die Eröffnung des ersten Teilstücks frühestens im Jahr 2018 zu erwarten.

## Sonstiges
Unmittelbar nördlich des Bahnhofs schließt sich eine Bahnanlage mit zwei Ausweichstellen und drei Abstellgleisen an. Letztere sind Teil des Anschlusses des Bundeswehr-Depots in Pfungstadt an die Main-Neckar-Bahn.
Im Bahnhof Bickenbach werden zu den Verkehrszeiten der InterCity-Linien 26 und 62 die langsameren Regionalbahnen überholt, die hierfür eine der Ausweichstellen benutzen müssen.